# Station Imielin
Station Imielin is een spoorwegstation in de Poolse plaats Imielin.